# Великопостная вечерня
Великопо́стная вече́рня — первое в суточном круге богослужение, совершаемое, преимущественно, в будничные дни Великого поста православной церкви. Великопостная вечерня служится только когда на Утрени особым образом поётся Аллилуиа. От вседневной вечерни, от малой вечерни и от великой вечерни, великопостная вечерня отличается, прежде всего, скорбными покаянными напевами, и своим окончанием с земными поклонами при произнесении молитвы Ефрема Сирина.

## Начало
Великопостная вечерня начинается как обычная вседневная вечерня после 9-го часа:
- Священник отверзает завесу за царскими вратами, из алтаря через северную диаконскую дверь выходит на амвон и возглашает: «Благословен Бог наш…».
- Чтец: «Аминь». «Прииди́те, поклони́мся…» (трижды) и предначинательный Псалом 103 (иерей в это время молча читает 7 светильничных молитв).
- Великая ектения.
- 18-я кафизма. На 5-й седмице Великого поста — очередная рядовая кафизма. Во время этой кафизмы перед Литургией преждеосвященных Даров в алтаре преждеосвященный Агнец с престола переносится на жертвенник. Если накануне совершалось Всенощное бдение, например воскресное, то кафизмы на вечерне нет.

## Стихиры на Господи воззвах
«Го́споди воззва́х…» и продолжение псалмов 140, 141, 129 и 116. Из них берутся отдельные стихи в качестве припевов перед каждой стихирой на «Господи воззвах…».
| Богослужебные книги: | В воскресенье вечером поётся 10 стихир: | Перед Литургией преждеосвященных Даров 10 стихир: | В остальных случаях 6 стихир:                                             |
| -------------------- | --- | ------------------------------------------------- | ------------------------------------------------------------------------- |
| Октоих:              | 4 «покая́нны»: две из стиховных стихир Недели вечера, и две из стиховных стихир утрени понедельника                                                          | —                                                 | —                                                                         |
| Триодь:              | 3 | 6                                                 | 3                                                                         |
| Минея:               | 3 Если случится две службы святым, то поются стихиры первого святого, а стихиры второго святого с «Господи воззвах» переносятся на хвалитные стихиры утрени | 4 первая стихира поётся дважды                    | 3                                                                         |
| Минея:               | «Слава и ныне…» Богородичен Если в Минее есть «сла́вник», то Богородичен по гласу «Славы» от меньших из приложения                                           | «Слава и ныне» Богородичен                        | «Слава и ныне» Богородичен или Крестобогородичен накануне среды и пятницы |

На Крестопоклонной седмице и на отдание Благовещения порядок пения стихир может быть особым.
Во время пения стихир совершается обычное каждение всего храма.

## Вход, прокимен, паремии

### В воскресенье вечером
Вход с кадилом. «Све́те Ти́хий…». Диакон или священник возглашает: «Проки́мен вели́кий, глас осмы́й…»
|           | В Неделю Сыропустную, а также во 2-ю и в 4-ю Недели поста.                                                          | В Торжество православия, а также в 3-ю и в 5-ю Недели Великого поста |
| --------- | --- | -------------------------------------------------------------------- |
| Прокимен: | «Не отврати́ лица́ Твоего́ от о́трока Твоего́, я́ко скорблю́; ско́ро услы́ши мя, вонми́ души́ мое́й и изба́ви ю» (Пс. 68:18—19). | «Дал еси достоя́ние боя́щимся Тебе́, Го́споди» (Пс. 60:6).               |
| стих 1-й: | «Спасе́ние Твое́, Бо́же, да прии́мет мя» (Пс. 68:30).                                                                   | «От коне́ц земли́ к Тебе́ воззва́х.» (Пс. 60:3).                         |
| стих 2-й: | «Да у́зрят ни́щии и возвеселя́тся» (Пс. 68:33).                                                                        | «Покры́юся в кро́ве крил Твои́х» (Пс. 60:5).                            |
| стих 3-й: | «Взыщи́те Бо́га, и жива́ бу́дет душа́ ва́ша» (Пс. 68:33).                                                                 | «Та́ко воспою́ и́мени Твоему́ во ве́ки» (Пс. 60:9).                       |

Хор за диаконом повторяет соответствующий прокимен, также повторяет его и после каждого стиха, возглашённого диаконом. Закрываются царские врата. «Сподо́би, Го́споди…». Священнослужители переодеваются в темные облачения. Диакон [или иерей в епитрахили (в приходских храмах — и в фелони, если он служит один без диакона)] выходит для произношения просительной ектении на солею перед царскими вратами, певцы поют эту ектению и последующие не обычным, но печальным великопостным напевом.

### В обычные дни
Входа нет:
- Чтец (или хор): «Све́те Ти́хий…».
- Диакон с го́рнего ме́ста в алтаре возглашает: «Во́нмем».
- Иерей: «Мир всем».
- Чтец: «И ду́хови твоему́».
- Диакон: «Прему́дрость. Во́нмем».
- Чтец — «Прокимен, глас…» первой паремии Триоди.
- Хор поёт прокимен.
- Чтец произносит стих прокимна.
- Певчие снова повторяют этот прокимен.
- Чтец возглашает первую половину прокимна.
- Клирос допевает окончание прокимна.
- Диакон: «Прему́дрость».
- Чтец: «Бытия́ чте́ние».
- Диакон: «Во́нмем».
- Чтение первой паримии.
- По окончании паремии диакон: «Во́нмем».
- Чтец — прокимен второй паремии Триоди, со стихом.
- Диакон: «Прему́дрость».
- Чтец: «При́тчей чте́ние».
- Диакон: «Во́нмем».
- Чтение второй паремии.
- «Сподо́би, Го́споди…».
- Просительная ектения.

### Переход вечерни в Литургию преждеосвященных Даров
Вход с кадилом (или с Евангелием, если полагается чтение Евангелия в полиелейный или храмовый праздник, и в первые три дня Страстно́й седмицы).
«Све́те Ти́хий…». По окончании первой паремии священник, крестообразно осеняя народ, воздвигает свечу с кадилом, возглашая:
Свет Христо́в просвеща́ет всех.
По окончании второй паремии царские врата отверзаются. Трио и хор попеременно поют великий прокимен со стихами:
Да испра́вится моли́тва моя́, я́ко кади́ло пред Тобо́ю, воздея́ние руку́ мое́ю – же́ртва вече́рняя.

Го́споди, воззва́х к Тебе́, услы́ши мя: вонми́ гла́су моле́ния моего́, внегда́ воззва́ти ми к Тебе́.

Положи́, Го́споди, хране́ние усто́м мои́м, и дверь огражде́ния о устна́х мои́х.

Не уклони́ се́рдце мое́ в словеса́ лука́вствия, непщева́ти вины́ о гресе́х.

Да испра́вится моли́тва моя́, я́ко кади́ло пред Тобо́ю...
Сослужащие предстоятелю иереи и все молящиеся во время пения Да исправится молитва моя… становятся на колени и стоят так до окончания всех четырёх стихов. Священник во время пения этих стихов, стоя перед престолом, совершает каждение. При пении на клиросе «Да исправится…» после стиха: «Не уклони́ сердце…» иерей переходит к жертвеннику и кадит жертвенник. Затем отдает кадило диакону и отходит к престолу, преклоняет колена и повергается ниц пред престолом, а диакон продолжает кадить Святые Дары до окончания пения, после чего предстоятель произносит молитву Ефрема Сирина с тремя великими поклонами.
Далее следует сама Литургия преждеосвященных Даров.

## Стиховные стихиры
После «Сподо́би, Го́споди…» и просительной ектении, певцы поют из Триоди стихиры на стиховне с обычными припевами. «Сла́ва, и ны́не…» — Богородичен там же.

### При совершении Пассии
На «Сла́ва, и ны́не…» поется стихира Великого Пятка: «Тебе́, оде́ющагося…». Во время пения этой стихиры отверзаются царские врата и из алтаря предстоятель несет Евангелие, ему предшествует свещеносец; за предстоятелем идут прочие священники по старшинству. Евангелие полагается на аналой перед большим Распятием, и совершается полное каждение храма.
Затем следует акафист Божественным Страстям Христовым, причем 1-й кондак хор начинает петь сразу после стихиры «Тебе́, оде́ющагося…». По окончании каждения священнослужители снимают головные уборы. Во время акафиста диакон непрерывно кадит Крест, а на 11-м икосе обычно совершается малое каждение.
По окончании акафиста возглашается прокимен, глас 4-й:
Раздели́ша ризы Моя́ себе́, и о оде́жди Мое́й мета́ша жре́бий.(Пс. 21:19)
Хор повторяет прокимен, затем диакон возглашает стих:
Бо́же, Бо́же Мой! Вонми́ Ми, вску́ю оста́вил Мя еси́?(Пс. 21:2)
Читается одно из четырёх Евангелий о Страданиях Христовых.
После пения антифона «Днесь ви́сит на Дре́ве…» или по отпусте вечерни произносится проповедь о страданиях Спасителя.
- Далее следует сугубая ектения «Помилуй нас, Боже…» и коленопреклоненная молитва ко Господу Иисусу распятому из акафиста.
- Затем хор поет стихиру Великой Субботы: «Прииди́те, ублажи́м Ио́сифа приснопа́мятнаго…». Священнослужители, совершив три земных поклона, прикладываются ко Кресту и направляются в алтарь. Предстоятель с амвона благословляет народ Евангелием и уносит его в алтарь. Царские врата затворяются. Молящиеся прикладываются ко Кресту.

## Окончание великопостной вечерни
- Канонарх возглашает: «Сла́ва и ны́не, глас…»
- Хор поёт: «И ны́не…» и Богородичен с окончания стихир на стиховне этой вечерни.
- Чтец: «Ныне отпущаеши…» и Трисвято́го по «Отче наш…»
- священник из алтаря через северную диаконскую дверь выходит на солею, становится на амвон и возглашает: «Я́ко Твое́ есть Ца́рство…»
- Клирос поёт:

Ами́нь.
 Богоро́дице Де́во, ра́дуйся, Благода́тная Мари́е, Госпо́дь с Тобо́ю:/ благослове́нна Ты в жена́х, и благослове́н Плод чре́ва Твоего́,// я́ко Спа́са родила́ еси́ душ на́ших.
- При пении священник на амвоне со всеми прихожанами делают первый земной поклон. Клирос поёт тем же напевом:

Сла́ва Отцу́ и Сы́ну и Свято́му Ду́ху.
 Крести́телю Христо́в, всех нас помяни́,/ да изба́вимся от беззако́ний на́ших:// тебе́ бо даде́ся благода́ть моли́тися за ны.
- Всеми совершается второй земной поклон. Певчие хора продолжают петь:

И ны́не и при́сно и во ве́ки веко́в. Ами́нь.
 Моли́те за ны святи́и апо́столи, святи́и вси,/ да изба́вимся от бед и скорбе́й:// вас бо те́плыя предста́тели ко Спа́су стяжа́хом.
- Третий поклон, и далее пение без земных поклонов:

Под Твое́ благоутро́бие прибега́ем, Богоро́дице,/ моле́ния на́ша не пре́зри во обстоя́нии;// но от бед изба́ви ны, Еди́на Чи́стая, Еди́на Благослове́нная.
- Чтец произносит: «Господи помилуй» 40 раз, далее:

Сла́ва Отцу́ и Сы́ну и Свято́му Ду́ху. И ны́не и при́сно и во ве́ки веко́в. Ами́нь.
 Честне́йшую Херуви́м и сла́внейшую без сравне́ния Серафи́м, без истле́ния Бо́га Сло́ва ро́ждшую, су́щую Богоро́дицу Тя велича́ем.
 И́менем Госпо́дним благослови́, о́тче.
- Священник:

Сый благослове́н Христо́с Бог наш, всегда́, ны́не и при́сно и во ве́ки веко́в.
- Чтец:

Ами́нь.
 Небе́сный Царю́, ве́ру утверди́, язы́ки укроти́, мир умири́, святы́й храм сей (святу́ю оби́тель сию́) до́бре сохрани́; пре́жде отше́дшия отцы́ и бра́тию на́шу в селе́ниих пра́ведных учини́, и нас в покая́нии и испове́дании приими́, я́ко Благи́й и Человеколю́бец
- Священник, продолжая стоять на амвоне, возглашает Молитву Ефрема Сирина:

Го́споди и Влады́ко живота́ моего́, дух пра́здности, уны́ния, любонача́лия и праздносло́вия не даждь ми.
- Священник вместе со всеми в храме совершает земной поклон, а затем продолжает:

Дух же целому́дрия, смиренному́дрия, терпе́ния и любве́ да́руй ми, рабу́ Твоему́.
- Иерей на амвоне и все присутствующие кладут второй поклон, после чего батюшка заканчивает молитву:

Ей, Го́споди Царю́, да́руй ми зре́ти моя́ прегреше́ния и не осужда́ти бра́та моего́, я́ко Благослове́н еси́ во ве́ки веко́в.
- Совершается третий земной поклон.

| В Прощёное воскресенье и Недели поста, когда нет Пассии                                                                                            | В дни Великого поста, когда нет Литургии преждеосвященных Даров |
| --- | --- |
| * Чтец: «Аминь.» * Возглас священника «Сла́ва Тебе́ Христе́ Бо́же, Упова́ние на́ше, сла́ва Тебе́». * Отпуст. * Хор поет многолетны: «Вели́каго Господи́на…». | Священник: 12 малых поклонов с молитвой: «Бо́же, очи́сти мя, гре́шнаго», и ещё раз молитву Ефрема Сирина целиком с одним поклоном, и возвращается в алтарь. - Чтец: «Аминь.», конечное Трисвятое по «О́тче наш…», 12 раз «Го́споди, поми́луй!», молитву: «Всесвята́я Троице…», трижды «Бу́ди и́мя Госпо́дне…», «Сла́ва, и ны́не…», псалом 33-й полностью. - Диакон: «Прему́дрость!» - Певцы: «Досто́йно есть…» до слов: «и Ма́терь Бо́га на́шего!» включительно. - Иерей: «Пресвята́я Богоро́дице, спаси́ нас!» - Певцы: «Честне́йшую Херуви́м…». - Иерей: «Сла́ва Тебе́, Христе́ Бо́же, Упова́ние на́ше сла́ва Тебе́!» - Певцы: «Сла́ва, и ны́не…», трижды «Го́споди, поми́луй!», «Благослови́!» - Иерей произносит великий отпуст, на котором поминает святых следующего дня. - Певцы поют: «Вели́каго господи́на и отца́ на́шего…». - Закрывается завеса царских врат. После окончания Вечерни совершается заупокойная лития в притворе храма. |

## На Страстной седмице
- В этот период используется только Триодь кроме случая, если случится праздник Благовещения Пресвятой Богородицы.
- На вечерне читается Евангелие.